# Русько-Баймаковське сільське поселення
Ру́сько-Байма́ковське сільське поселення (рос. Русско-Баймаковское сельское поселение) — муніципальне утворення у складі Рузаєвського району Мордовії, Росія. Адміністративний центр — присілок Руське Баймаково.

## Населення
Населення — 475 осіб (2019, 543 у 2010, 500 у 2002).

## Склад
До складу поселення входять такі населені пункти:
| Населений пункт                | Населення, осіб (2002) | Населення, осіб (2010) |
| ------------------------------ | ---------------------- | ---------------------- |
| Кулішейка, село                | 36                     | 25                     |
| Макаровка, присілок            | 1                      | 1                      |
| Мордовське Баймаково, присілок | 4                      | 9                      |
| Новий Усад, село               | 95                     | 80                     |
| Пайгарм, селище                | 16                     | 7                      |
| Руське Баймаково, присілок     | 320                    | 399                    |
| Спаське, село                  | 28                     | 22                     |